# غود باريكة (أسفيتش)
غود باریکة (بالفارسية: گودباریکه) هي قرية تقع في إيران في قسم أسفیتش الريفي.